# Phaenopharos

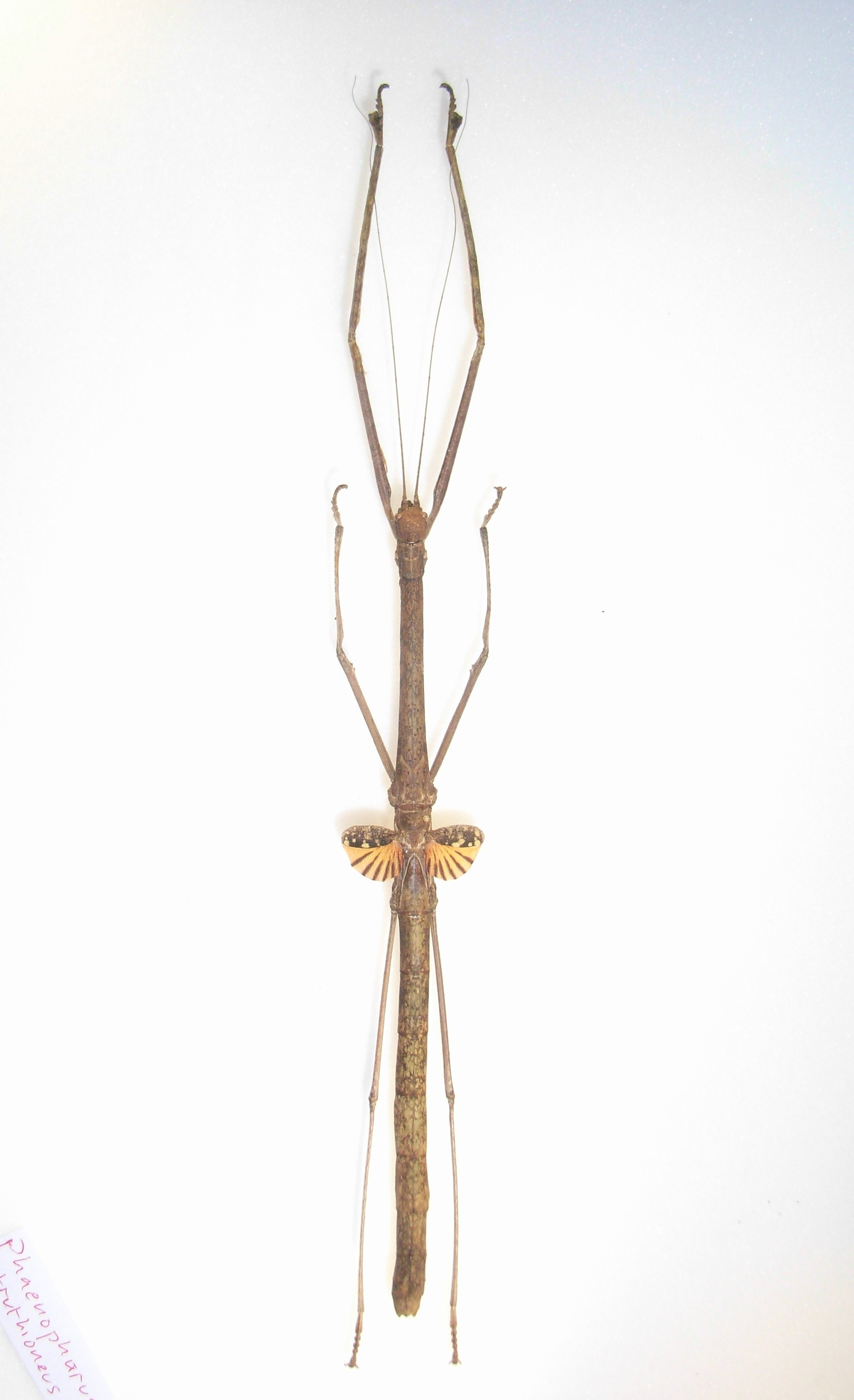
Rotschwarzgeflügelter Phaenopharos (Phaenopharos struthioneus)

Phaenopharos ist eine Gattung aus der Gespenstschrecken-Familie Lonchodidae.

## Morphologie
Die Vertreter der Gattung Phaenopharos zeigen den typischen Stabschrecken-Habitus. Ihre Flügel sind stets stark reduziert. Während die Vorderflügel ganz fehlen oder gerade noch als schuppenförmige Tegmina zu erkennen sind, haben die kaum einen Zentimeter langen Hinterflügel ein leuchtend rotes Analfeld, welches in Ruhe unter dem stärker sklerotisierten Costalfeld verborgen liegt. Dieses ist in der Farbe dem beige, braun oder grau weiß gesprenkeltem Körper angepasst. Die Ausprägung der Flügelrudimente ist zur Unterscheidung der drei bisher beschriebenen Arten relevant. Weibchen erreichen je nach Art eine Körperlänge zwischen 14 und 16 cm. Männchen, soweit diese bekannt sind, bleiben mit 9 bis 11 cm deutlich kleiner und sind viel schlanker, als die annähernd bleistiftdicken Weibchen.

## Systematik
Die Gattung wurde 1904 durch William Forsell Kirby errichtet. Als damals einzige und damit als Typusart, überstellte er die bereits 1859 von John Obadiah Westwood als Lopaphus struthioneus beschriebene Art in die Gattung. Josef Redtenbacher beschrieb 1908 für Lopaphus struthioneus mit Chersaeus ebenfalls eine eigene Gattung, die 1923 durch Heinrich Hugo Karny als synonym zu Phaenopharos erkannt worden ist. Beschrieben und gültig sind drei Arten:
- Ungeflügelter Phaenopharos (Phaenopharos herwaardeni Hennemann, Conle & Bruckner, 1996) – ihr fehlen jegliche Vorderflügelreste, Hinterflügel mit rotem Analfeld sind vorhanden
- Rotflügeliger Phaenopharos (Phaenopharos khaoyaiensis Zompro, 2000) – schuppenförmige Vorderflügelrudimente und Hinterflügel mit rotem Analfeld entwickelt
- Rotschwarzgeflügelter Phaenopharos (Phaenopharos struthioneus (Westwood, 1859)) – besitzt schuppenförmige Vorderflügelrudimente und Hinterflügel mit schwarzer Aderung auf dem ansonsten roten Analfeld

## Vorkommen und Verhalten
Der Ungeflügelte und der Rotgeflügelte Phaenopharos stammen aus Thailand. Hier wurde Phaenopharos herwaardeni in höher gelegenen Lagen des Khao-Yai-Nationalpark
gefunden, während Phaenopharos khaoyaiensis aus tiefer gelegenen Regionen des gleichen Gebietes stammt. Phaenopharos struthioneus ist in Malaysia, Singapur und Sumatra beheimatet. Zwei weitere noch nicht beschriebene Arten sind in Kambodscha und Vietnam gefunden worden.
Neben der von vielen Stabschrecken bekannten Autotomie und dem reglosen Verharren in gestreckter Haltung zur möglichst optimalen Phytomimese, reagieren alle Arten bei Beunruhigung mit dem Öffnen der Hinterflügel, wodurch die leuchtend roten Analfelder zu sehen sind.

## Haltung im Terrarium
Alle drei beschriebenen Arten sind bzw. waren in den Terrarien der Gespenstschrecken-Liebhaber zu finden. Sie gelten als relativ anspruchslos. Phaenopharos herwaardeni wird von der Phasmid Study Group unter der PSG-Nummer 104 geführt. Ob sie noch in Zucht ist, gilt als unsicher. Phaenopharos khaoyaiensis (PSG-Nummer 215) wird nur als parthenogenetischer Zuchtstamm gepflegt. Phaenopharos struthioneus (PSG-Nummer 205) war zwischenzeitlich verschollen, ist aber wieder importiert worden. Außerdem ist aus dem Kiriom Nationalpark in Kambodscha eine weitere, sexuell in Zucht befindliche Art eingeführt worden. Bei dieser als Phaenopharos sp. 'Kiriom' bezeichneten Art, haben sowohl die Männchen als auch die Weibchen Flügel, die denen von Phaenopharos khaoyaiensis ähneln und ebenfalls leuchtend rote Analfelder besitzen. Eine weitere unbeschriebene, deutlich größere, aber ungeflügelte Art ist aus Nui Chua in Vietnam eingeführt worden. Sie ist sexuell in Zucht, wird als Phaenopharos sp. 'Nui Chua' bezeichnet und hat die PSG-Nummer 380 erhalten.